# Labeo werneri
Labeo werneri és una espècie de peix cipriniforme de la família dels ciprínids.

## Morfologia
Els mascles poden assolir els 31,3 cm de longitud total.

## Distribució geogràfica
Es troba al llac Victòria (Àfrica).